# Petar Radaković
Petar Radaković (Fiume, Italia fascista; 22 de febrero de 1937-Rijeka, Yugoslavia; 1 de noviembre de 1966) fue un futbolista croata nacido en la Italia fascista que jugaba en la posición de centrocampista.

## Carrera
Desde las divisiones menores hasta 1966 formó parte del NK Rijeka cuando el club era conocido como NK Kvarner y su debut con el club fue el 13 de agosto de 1954 en un partido de la Copa de Yugoslavia ante el NK Lokomotiva y anotó un gol en la victoria por 5-1.
En sus primeras cinco temporadas con el NK Rijeka logra el ascenso a la Primera Liga de Yugoslavia. En la copa de 1958–59 juega en la primera vez con el Rijeka en semifinales. Perdieron 0-2 ante el Red Star Belgrade. En la temporada 1960–61 Radaković fue nombrado como el mejor jugador del NK Rijeka y el mejor right winger en Yugoslavia. También fue el mejor right winger de Yugoslavia en 1961–62 y 1962–63.
Tuvo varias ofertas de equipos de la capital Belgrado, que en esos años dominaban la League pero decidió quedarse en el Rijeka. Radaković tuvo 408 apariciones totales con el club y anotó 68 goles. Actualmente tiene el récord del gol más rápido en la historia del club; 3 segundos. Es una leyenda del club.

### Selección nacional
Jugó para Yugoslavia de 1961 a 1964 en 19 partidos y anotó tres goles, uno de ellos fue el que lo hizo famoso en Yugoslavia al anotar el gol de la victoria en el mundial de Chile 1962 ante Alemania Federal en la ronda de cuartos de final (1–0), y fue el primer jugador del Rijeka en jugar una FIFA World Cup con Yugoslavia.

## Muerte
Radaković tuvo problemas del corazón por 10 días tras su viaje por Alemania Federal en el verano de 1963. Dos años después, en el verano de 1964–65, por recomendaciones del fisioterapeuta del club se tomó tiempo para descansar. Tras tres meses regresa al campo en el último partido de la temporada ante el Red Star Belgrade. Pero durante el partido se desvaneció ya que fue muy pronto para el volver a jugar y después del partido se sometió a tratamiento intensivo de recuperación, exámenes y terapias.
En el primer partido de la temporada 1966–67 ante el Željezničar en el Kantrida marcó su regreso. Durante los dos primeros partidos no hubo ningún problema pero en el tercero ante el Hajduk, su corazón no resistió y él mismo pidió ser sustituido a solo 25 minutos de iniciado el partido. Él continuó entrenando, fue persistente y no creía en lo que los doctores le decían cuando le dijeron que no sería en el corto plazo su regreso a las canchas.
El 1 de noviembre de 1966 Radaković murió de un paro cardiaco durante un entrenamiemto. fue enterrado en el cementerio Trsat al día siguiente ante 15 000 personas.

## Tributo
Desde 1969 el NK Rijeka es anfitrión de un torneo de fútbol menor llamado Memorijal Petar Radaković en el que cuatro equipos juveniles compiten cada año. En 1972 el NK Rijeka abrió una academia de formación de jugadores con el nombre de Petar Radaković.
Radaković fue elegido entre los mejores 11 jugadores de todos los tiempos del NK Rijeka en 2008 por Marinko Lazzarich y en 2011 por Novi list.
Durante mayo de 2012 la Armada Rijeka, el grupo de aficionados del NK Rijeka, hizo un mural cerca del Stadion Kantrida en su honor.

## Logros

### Club
- Segunda Liga de Yugoslavia (1): 1957–58

### Individual
- Jugador del año del NK Rijeka (1): 1960–61
- Mejor Right Winger en Yugoslavia (3): 1960–61, 1961–62, 1962–63
- Mejor deportista del año de Rijeka (1): 1962
- NK Rijeka all time XI[13]